# کله‌پوک‌های قاتی‌پاتی
کله‌پوک‌های قاتی‌پاتی (انگلیسی: Mixed Nuts) یک فیلم کمدی صامت آمریکایی است که در سال ۱۹۲۲ منتشر شد. از بازیگران آن می‌توان به استن لورل، مکس اَشر و دیو موریس اشاره کرد. این فیلم در واقع تدوین مجددی از کله‌پوک‌ها در ماه مه (۱۹۱۷) بود که به آن صحنه‌هایی از فیلم دردسر (۱۹۲۲) اضافه شده بود.